# Список дипломатических миссий Новой Зеландии

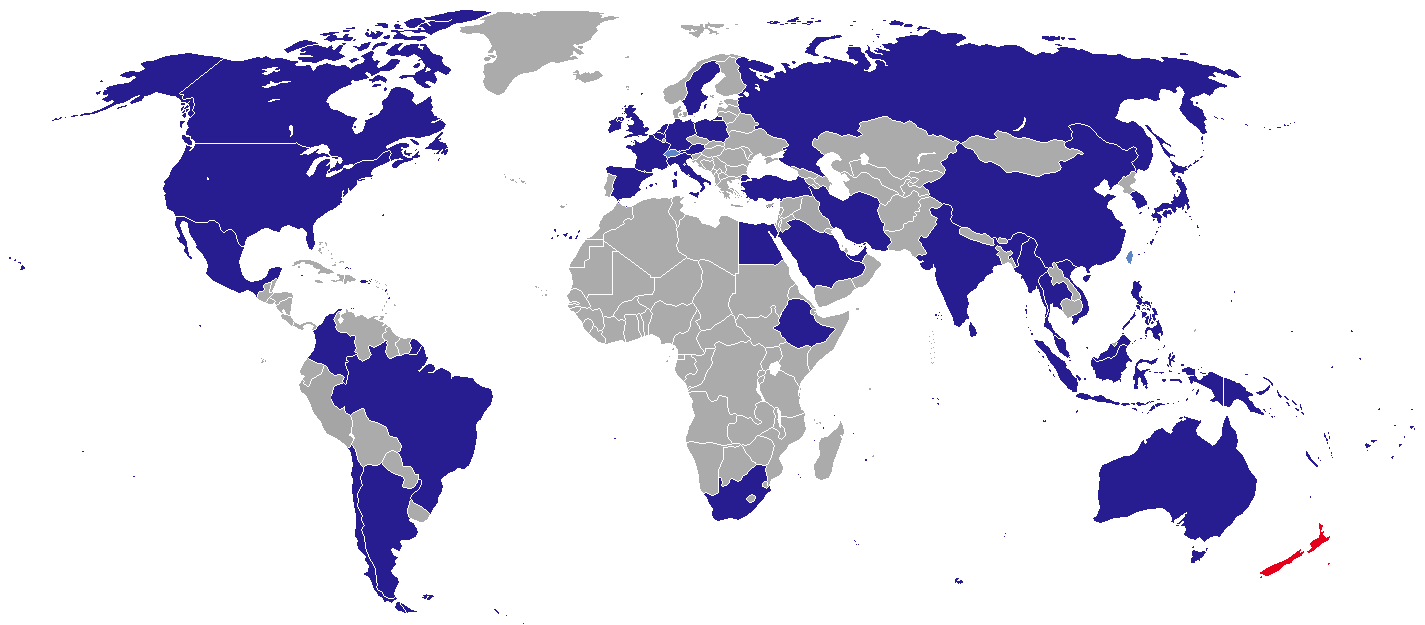
Дипломатические миссии Новой Зеландии

Список дипломатических миссий Новой Зеландии — перечень дипломатических миссий (посольств) и генеральных консульств Новой Зеландии в странах мира (не включает почётных консульств).

## Европа
- Австрия
  - Вена (посольство)
- Бельгия
  - Брюссель (посольство)
- Великобритания

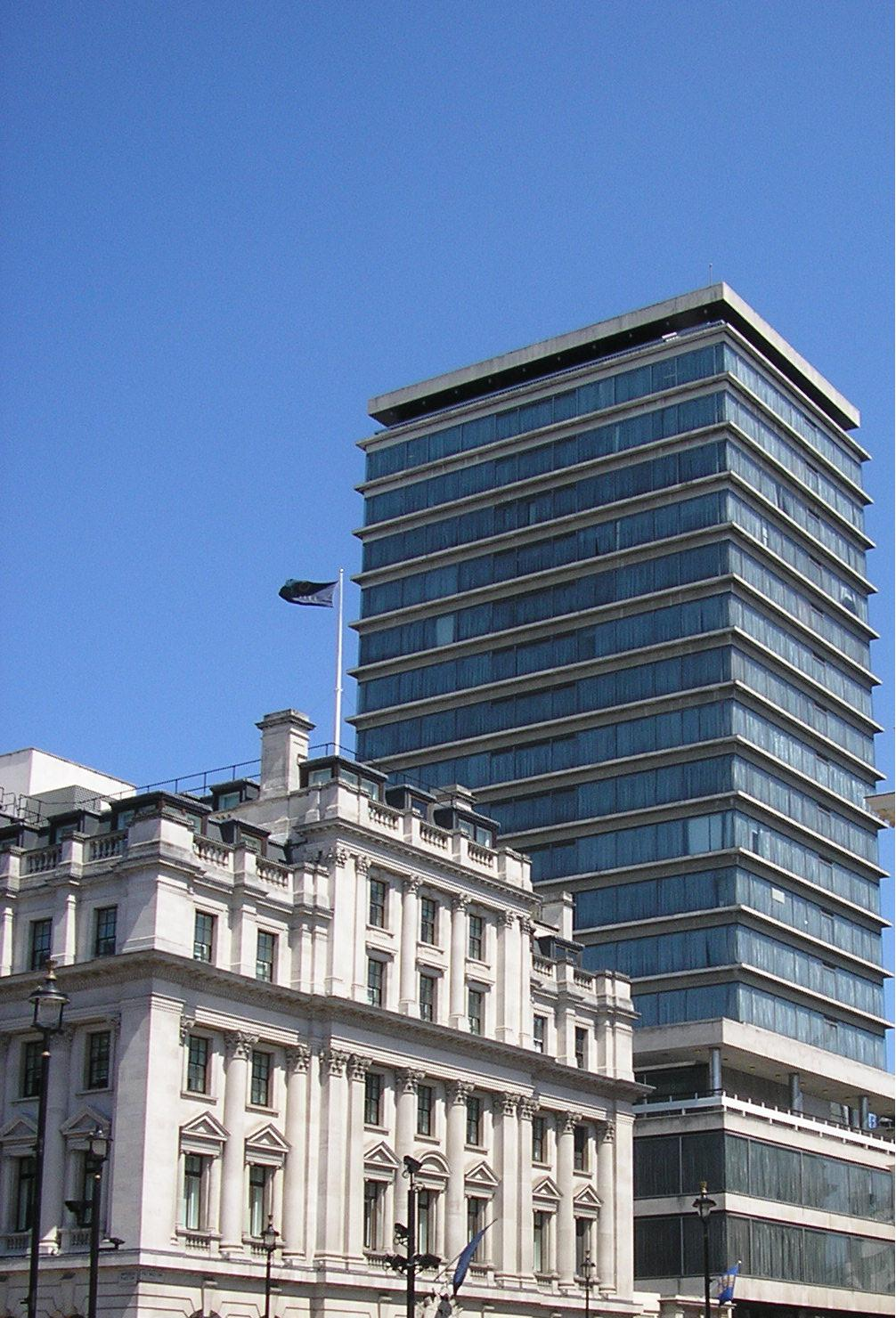
Высшее уполномоченное представительство Новой Зеландии в Лондоне

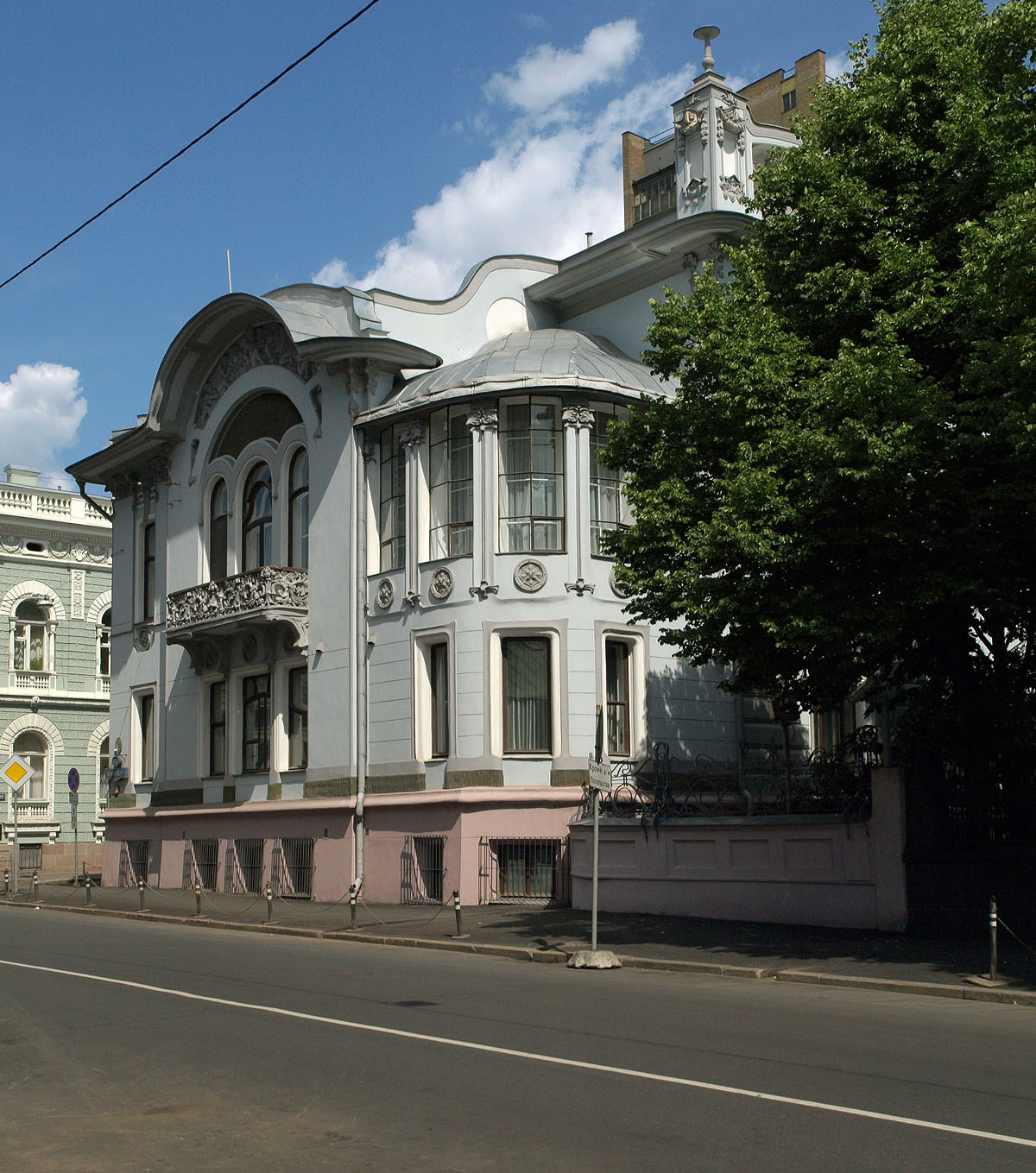
Посольство Новой Зеландии в Москве

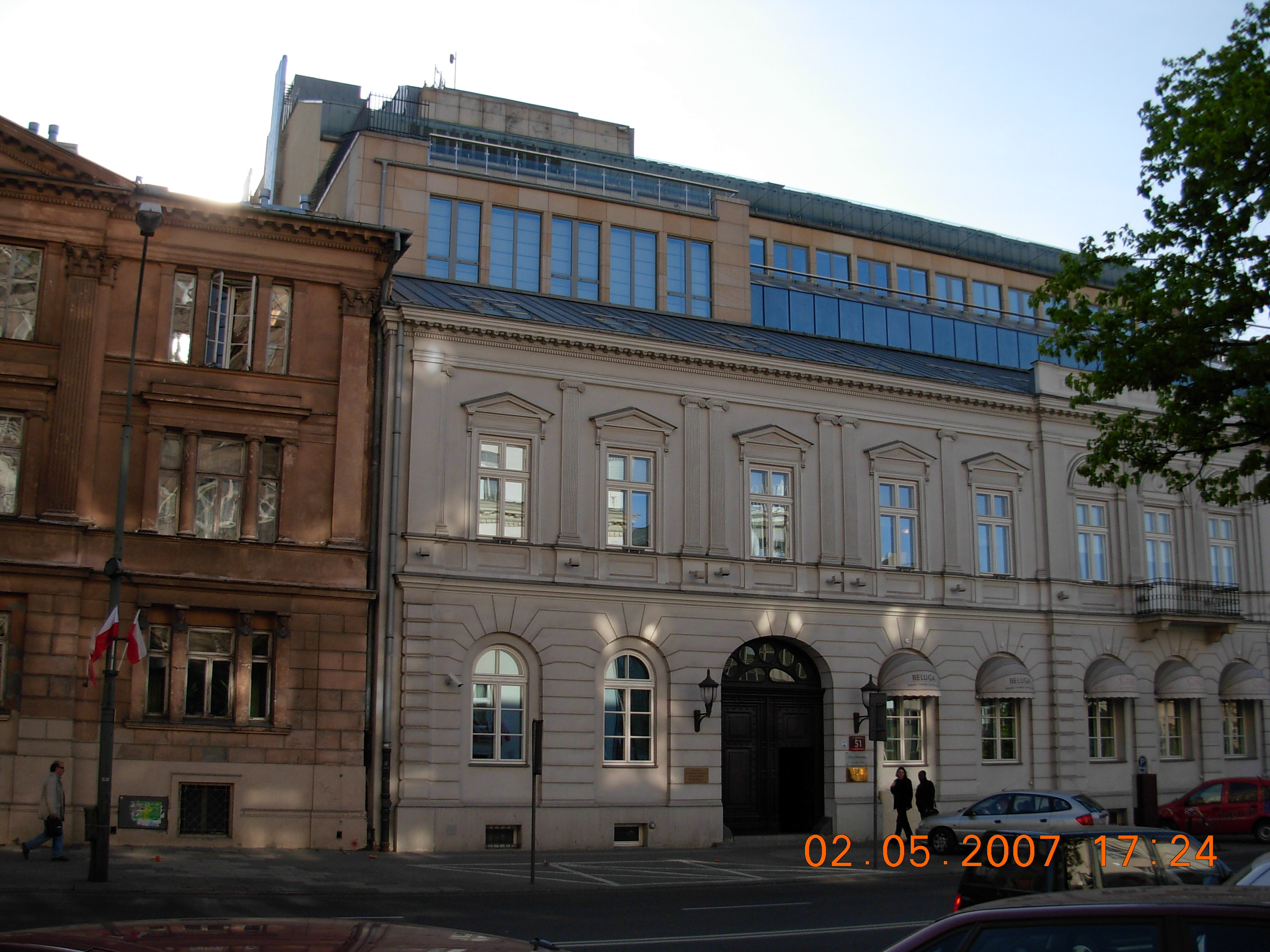
Посольство Новой Зеландии в Варшаве

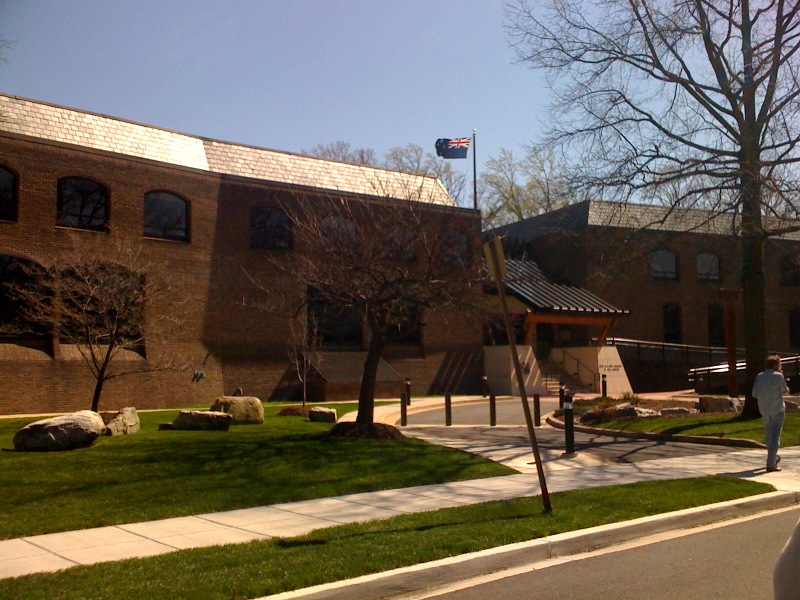
Посольство Новой Зеландии в Вашингтоне

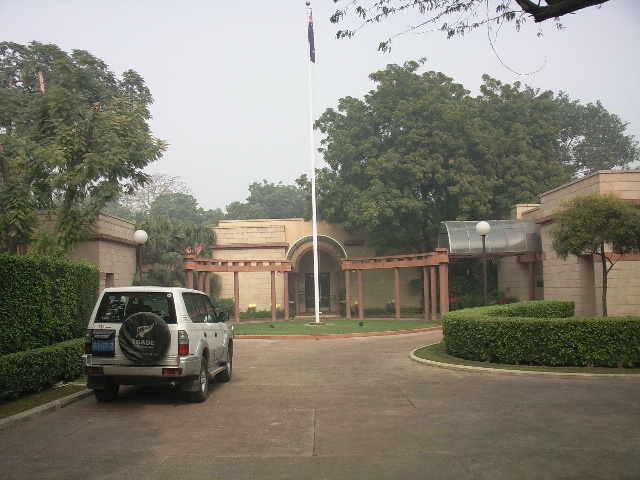
Высшее уполномоченное представительство Новой Зеландии в Нью-Дели

  - Лондон (высшее уполномоченное представительство)
- Германия
  - Берлин (посольство)
  - Гамбург (генеральное консульство)
- Испания
  - Мадрид (посольство)
- Италия
  - Рим (посольство)
  - Милан (генеральное консульство)
- Нидерланды
  - Гаага (посольство)
- Польша
  - Варшава (посольство)
- Россия
  - Москва (посольство)
- Франция
  - Париж (посольство)
  - Нумеа (генеральное консульство)
- Швейцария
  - Женева (генеральное консульство)
- Швеция
  - Стокгольм (посольство)

## Азия
- Афганистан
  - Кабул (посольство)
- Восточный Тимор
  - Дили (посольство)
- Вьетнам
  - Ханой (посольство)
  - Хошимин (генеральное консульство)
- Индия
  - Нью-Дели (высшее уполномоченное представительство)
  - Мумбаи (генеральное консульство)
- Индонезия
  - Джакарта (посольство)
- Иран
  - Тегеран (посольство)
- Китай
  - Пекин (посольство)
  - Гонконг (генеральное консульство)
  - Гуанчжоу (генеральное консульство)
  - Шанхай (генеральное консульство)
- Китайская Республика
  - Тайбэй (торговое и промышленное представительство)
- Республика Корея
  - Сеул (посольство)
- Малайзия
  - Куала-Лумпур (высшее уполномоченное представительство)
- ОАЭ
  - Абу-Даби (посольство)
  - Дубай (генеральное консульство)
- Саудовская Аравия
  - Эр-Рияд (посольство)
- Сингапур
  - Сингапур (высшее уполномоченное представительство)
- Таиланд
  - Бангкок (посольство)
- Турция
  - Анкара (посольство)
- Филиппины
  - Манила (посольство)
- Япония
  - Токио (посольство)

## Америка
- Аргентина
  - Буэнос-Айрес (посольство)
- Бразилия
  - Бразилиа (посольство)
  - Сан-Паулу (генеральное консульство)
- Канада
  - Оттава (высшее уполномоченное представительство)
  - Ванкувер (генеральное консульство)
- Мексика
  - Мехико (посольство)
- США
  - Вашингтон (посольство)
  - Лос-Анджелес (генеральное консульство)
  - Нью-Йорк (генеральное консульство)
- Чили
  - Сантьяго (посольство)

## Африка
- Египет
  - Каир (посольство)
- ЮАР
  - Претория (высшее уполномоченное представительство)

## Океания
- Австралия
  - Канберра (высшее уполномоченное представительство)
  - Брисбен (генеральное консульство)
  - Мельбурн (генеральное консульство)
  - Сидней (генеральное консульство)
- Вануату
  - Порт-Вила (высшее уполномоченное представительство)
- Кирибати
  - Южная Тарава (высшее уполномоченное представительство)
- Ниуэ
  - Алофи (высшее уполномоченное представительство)
- Острова Кука
  - Раротонга (высшее уполномоченное представительство)
- Папуа — Новая Гвинея
  - Порт-Морсби (высшее уполномоченное представительство)
- Самоа
  - Апиа (высшее уполномоченное представительство)
- Соломоновы Острова
  - Хониара (высшее уполномоченное представительство)
- Тонга
  - Нукуалофа (высшее уполномоченное представительство)
- Фиджи
  - Сува (высшее уполномоченное представительство)

## Международные организации
- Брюссель (представительство при ЕС)
- Вена (постоянное представительство при ООН)
- Женева (постоянное представительство при ООН, ВТО и Конференции по разоружению)
- Нью-Йорк (постоянное представительство при ООН)
- Париж (постоянное представительство при ОЭСР и ЮНЕСКО)